# Drosophila lindae
Drosophila lindae är en tvåvingeart som beskrevs av Wheeler 1968. Drosophila lindae ingår i släktet Drosophila och familjen daggflugor.
Artens utbredningsområde är Colombia, Peru och Bolivia.